# Ambrózfalva
Ambrózfalva è un comune dell'Ungheria di 537 abitanti (dati 2001). È situato nella contea di Csongrád-Csanád.